# جوديث كير
جوديث كير (بالألمانية: Judith Kerr)‏ هي رسامة توضيحية وكاتِبة وكاتبة للأطفال ألمانية، ولدت في 14 يونيو 1923 في برلين في ألمانيا.

## وصلات خارجية
- جوديث كير على موقع مونزينجر (الألمانية)
- جوديث كير على موقع ميوزك برينز (الإنجليزية)